# Гражданский переулок (Ломоносов)
Гражда́нский переулок — переулок в городе Ломоносове Петродворцового района Санкт-Петербурга, в историческом районе Мартышкино. Проходит от Полевой улицы (между домами 16 и 18/1) на юго-восток.
Название появилось в середине 1950-х годов. Имеет идеологизированный характер.